# Spilosoma nigricosta
Spilosoma nigricosta är en fjärilsart som beskrevs av Holland 1893. Spilosoma nigricosta ingår i släktet Spilosoma och familjen björnspinnare. Inga underarter finns listade i Catalogue of Life.